# Gene Raymond
Pour les articles homonymes, voir Raymond.
Gene Raymond est un acteur et réalisateur américain, de son vrai nom Raymond Guion, né le 13 août 1908 à New York (État de New York) et mort le 2 mai 1998 à Los Angeles (Californie), d'une pneumonie.

## Biographie
Au théâtre, il débute enfant (à 12 ans) en 1921 à Broadway (New York), où il joue régulièrement jusqu'en 1930 (sous son nom de naissance), dans dix pièces et une comédie musicale. Par la suite, il revient une seule fois à Broadway, dans une pièce représentée en 1957.
Au cinéma, sous le pseudonyme de Gene Raymond, il débute en 1931 et participe en tout à quarante-deux films américains, le dernier sorti en 1970 (où il prête seulement sa voix). L'essentiel de sa filmographie se situe dans les années 1930 : citons  La Belle de Saïgon (1932, avec Clark Gable, Jean Harlow et Mary Astor), Ex-Lady (1933, avec Bette Davis), Vivre et aimer (1934, avec Joan Crawford), ou encore Carolyn veut divorcer (1936, avec Barbara Stanwyck), entre autres.
En 1937, il épouse Jeanette MacDonald, avec laquelle il joue dans Chagrins d'amour (1941, avec également Brian Aherne) ; leur mariage prend fin au décès de l'actrice, en 1965. Mentionnons aussi son rôle dans Million Dollar Weekend (en) (1948), aux côtés d'Osa Massen et Francis Lederer, film dont il est en outre le réalisateur (et coauteur de l'histoire originale), son unique expérience au cinéma à ce titre.
À la télévision, outre ses prestations comme lui-même dans diverses émissions, Gene Raymond collabore à cinquante séries, entre 1950 et 1975 (année où il se retire), ainsi qu'à deux téléfilms, en 1959 et 1964.
Pour ses contributions au cinéma et à la télévision, deux étoiles lui sont dédiées sur le Walk of Fame d'Hollywood Boulevard.

## Théâtre (à Broadway)
Pièces, sauf mention contraire
- 1921 : Eyvind of the Hills de Jóhann Sigurjónsson, avec Ed Begley, Arthur Hohl
- 1922-1923 : Why Not ? de Jesse Lynch Williams, avec Tom Powers
- 1923-1924 : The Potters de J.P. McEvoy, avec Donald Meek
- 1925-1926 : Cradle Snatchers de Norma Mitchell et Russell Medcraft, avec Mary Boland, Humphrey Bogart, Edna May Oliver
- 1927 : Take my Advice de J.C. et Elliott Nugent, avec Ralph Morgan, Raymond Walburn
- 1928 : Mirrors de Milton Herbert Gropper, avec Sylvia Sidney
- 1928 : Sherlock Holmes de William Gillette, d'après Arthur Conan Doyle, avec Robert Warwick
- 1928 : Say when, comédie musicale, musique et lyrics de divers, livret de Calvin Brown, d'après la pièce Love in a Mist d'Amelie Rives et Gilbert Emery, avec Alison Skipworth
- 1928 : The War Song de George Jessel, Sam et Bella Spewack, avec Edmund Lowe
- 1929 : Jonesy d'Anne Morrison et John Peter Toohey, avec Spring Byington, Donald Meek
- 1929-1930 : Young Sinners d'Elmer Harris, mise en scène de Stanley Logan
- 1957 : A Shadow of my Enemy de Sol Stein, mise en scène de Daniel Petrie, avec Ed Begley

## Filmographie partielle
Comme acteur, sauf mention complémentaire

### Au cinéma

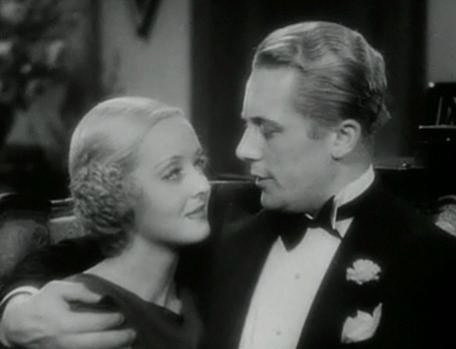
Avec Bette Davis, dans Ex-Lady (1933)

- 1931 : Personal Maid de Monta Bell et Lothar Mendes
- 1932 : La Belle de Saïgon (Red Dust) de Victor Fleming
- 1932 : Si j'avais un million (If I had a Million), sketch de James Cruze (le condamné à mort).
- 1932 : The Night of June 13 de Stephen Roberts
- 1933 : Révolte au zoo (Zoo in Budapest) de Rowland V. Lee
- 1933 : Brief Moment de David Burton
- 1933 : Carioca (Flying Down to Rio) de Thornton Freeland
- 1933 : La Profession d'Ann Carver (Ann Carver's Profession) d'Edward Buzzell
- 1933 : Ex-Lady de Robert Florey
- 1933 : Sa douce maison (The House on 56th Street) de Robert Florey
- 1933 : Suzanne, c'est moi ! (I Am Suzanne!) de Rowland V. Lee
- 1934 : La Soirée de Miss Stanhope (Coming Out Party) de John G. Blystone
- 1934 : Transatlantic Merry-Go-Round (en) de Benjamin Stoloff
- 1934 : Vivre et aimer (Sadie McKee) de Clarence Brown
- 1934 : La Métisse (Behold My Wife), de Mitchell Leisen
- 1935 : La Dame en rouge (The Woman in Red) de Robert Florey
- 1935 : Transient Lady d'Edward Buzzell

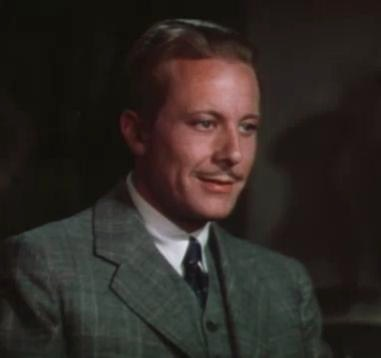
Dans Chagrins d'amour (1941)

- 1935 : Hooray for Love de Walter Lang
- 1935 : Seven Keys to Baldpate de William Hamilton et Edward Killy
- 1936 : Carolyn veut divorcer (The Bride walks out) de Leigh Jason
- 1936 : L'Homme nu (Love on a Bet) de Leigh Jason
- 1936 : Walking on Air de Joseph Santley
- 1936 : Adieu Paris, bonjour New York (That Girl from Paris) de Leigh Jason
- 1937 : The Life of the Party (en) de William A. Seiter
- 1938 : Paradis volé (Stolen Heaven) d'Andrew L. Stone
- 1941 : Chagrins d'amour (Smilin' Through) de Frank Borzage
- 1941 : Joies matrimoniales (Mr. & Mrs. Smith) d'Alfred Hitchcock
- 1946 : Le Médaillon (The Locket) de John Brahm
- 1948 : Million Dollar Weekend (+ réalisateur et coauteur de l'histoire originale)
- 1948 : Assigned to Danger de Budd Boetticher
- 1955 : La Fille de l'amiral (Hit the Deck) de Roy Rowland
- 1964 : I'd rather be rich de Jack Smight
- 1964 : Que le meilleur l'emporte (The Best Man) de Franklin J. Schaffner

### À la télévision

#### Séries
- 1963 : Première série Au-delà du réel (The Outer Limits)
  - Saison 1, épisode 12 La Frontière (The Borderland)
- 1963-1965 : Les Accusés (The Defenders)
  - Saison 2, épisode 34 The Brother Killers (1963)
  - Saison 3, épisode 33 The Non-Violent (1964) de Paul Bogart
  - Saison 4, épisode 24 The Impeachement (1965) de Paul Bogart
- 1964 : Première série L'Homme à la Rolls (Burke's Law)
  - Saison 1, épisode 29 Who killed my Girl ? de Don Taylor
- 1965 : Des agents très spéciaux (The Man from U.N.C.L.E.)
  - Saison 1, épisode 19 The Secret Sceptre Affair de Marc Daniels
- 1966 : Laredo
  - Saison 2, épisode 5 The Land Slickers
- 1967 : Annie, agent très spécial (The Girl from U.N.C.L.E.)
  - Saison unique, épisode 20 La Fontaine de jouvence (The Fountain of Youth Affair)
- 1967 : Hondo
  - Saison unique, épisode 11 Hondo and the Sudden Town
- 1968 : L'Homme de fer (Ironside)
  - Saison 1, épisode 17 La Deuxième Police (Force of Arms)
  - Saison 2, épisode 6 Rencontre désespérée (Desperate Encounter)
- 1969 : Les Règles du jeu (The Name of the Game)
  - Saison 2, épisode 11 High Car et épisode 12 The Power de Lawrence Dobkin
- 1969 : Mannix
  - Saison 3, épisode 12 Le soleil se cache (Missing : Sun and Sky)
- 1970 : Sur la piste du crime (The F.B.I.)
  - Saison 6, épisode 14 The Inheritors
- 1975 : L'Homme invisible (The Invisible Man)
  - Saison unique, épisode 3 Un homme d'influence (Man of Influence)

#### Téléfilms
- 1959 : Woman on the Run de Dick Powell
- 1964 : Le Prix d'un meurtre (The Hanged Man) de Don Siegel